# 狭叶忍冬
狭叶忍冬（学名：Lonicera angustifolia）是忍冬科忍冬属的植物。分布在锡金、克什米尔以及中国大陆的西藏等地，生长于海拔2,700米至4,500米的地区，多生在冷杉林、次生杂木林及灌丛中，目前尚未由人工引种栽培。